# Juan Zambudio Velasco
‎
Juan Zambudio Velasco, španski nogometaš in trener, * 1921, La Alquería, Murcia, Španija, † 21. januar 2004, Barcelona, Španija.
Velasco, vratar, je nastopal za Mollet, Barcelono in CE Sabadell.